# Stanisław Kaszyński (urzędnik)

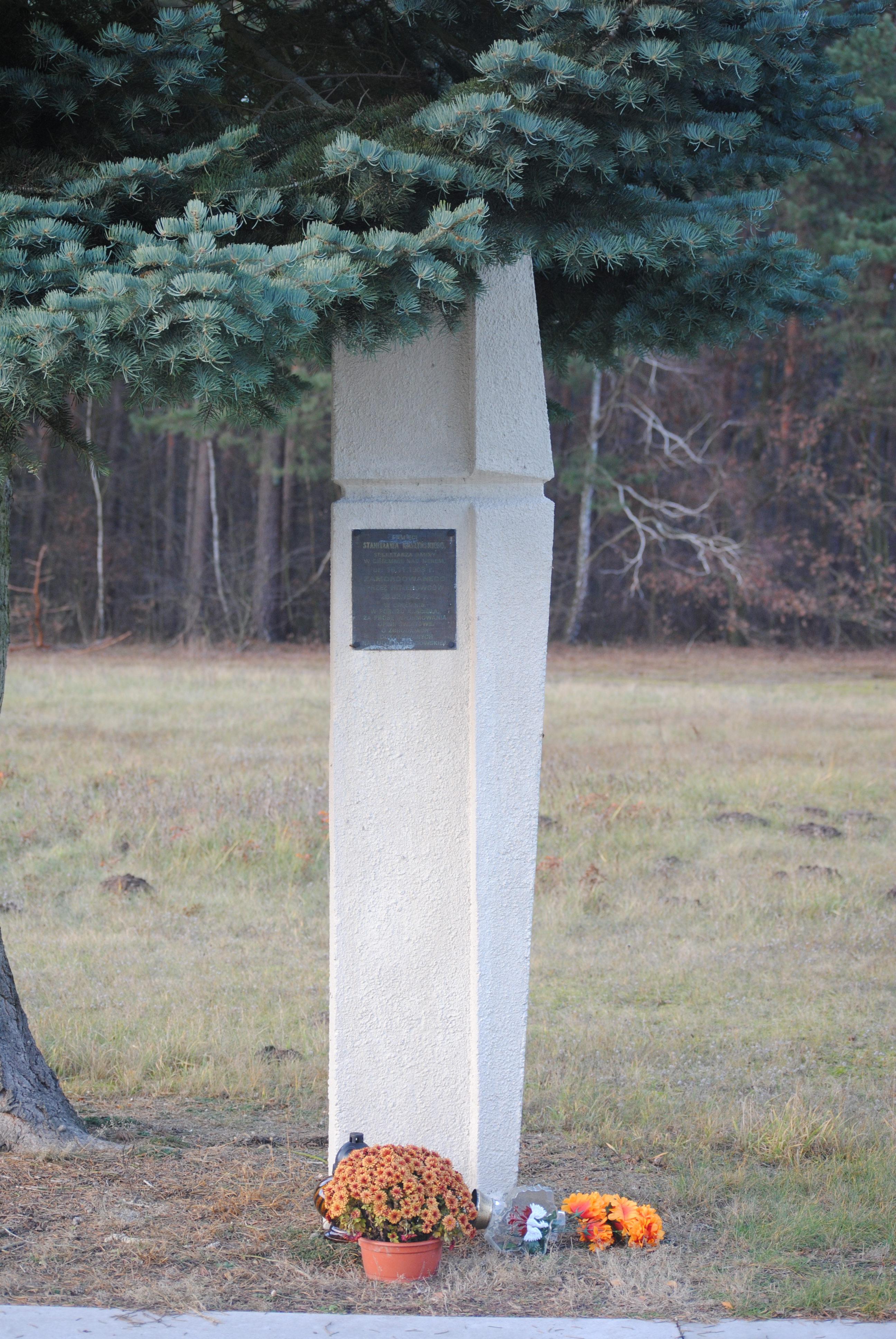
Pomnik poświęcony Kaszyńskiemu w Lesie Rzuchowskim

Stanisław Kaszyński (ur. 16 listopada 1903 w Brudzewie, zm. 2 lub 3 lutego 1942 w Chełmnie nad Nerem) – polski urzędnik samorządowy i społecznik w okresie II RP, wieloletni sekretarz gminy Chełmno. W okresie II wojny światowej zaangażowany w ujawnienie ludobójstwa na terenie powstającego w Chełmnie nazistowskiego obozu zagłady SS-Sonderkommando Kulmhof.

## Życiorys
Był synem Andrzeja i Marianny z domu Gołębowskiej (lub Głąbowskiej), miał trójkę rodzeństwa. W wieku pięciu lat stracił matkę, a owdowiały ojciec w 1909 roku ożenił się ponownie.
Naukę pobierał początkowo w szkole podstawowej w Brudzewie. W wieku piętnastu lat podjął pracę jako aplikant oraz pomocnik pisarza w urzędzie gminnym w Brudzewie, gdzie pracował do 1919 roku. Na przełomie 1919 i 1920 roku pracował w urzędzie w Karszewie, następnie przez rok ponownie w Brudzewie, od sierpnia do listopada 1921 roku w Piotrkowicach, w latach 1921–1923 w Lubotyniu, a następnie ponownie w Brudzewie, a od czerwca 1926 roku do 1928 znów w Lubotyniu.
Prawdopodobnie ukończył szkołę średnią i uzyskał tzw. małą maturę. 1 lipca 1928 roku objął stanowiska sekretarza w Urzędzie Gminy w Chełmnie nad Nerem. 1 stycznia 1929 roku w Babiaku zawarł związek małżeński z Karoliną Posłowską. Małżeństwo doczekało się piątki dzieci: Zbigniewa (ur. 1929), Stanisława Karola (zmarł w wieku niemowlęcym), Marii (ur. 1933), Barbary (ur. 1937) i Stanisława (ur. 1939).
W Chełmnie piastował funkcję komendanta Ochotniczej Straży Pożarnej, był sekretarzem Koła Gminnego Ligi Obrony Powietrznej i Przeciwgazowej i prowadził wraz z żoną amatorski zespół teatralny. Był również radnym rady gminy w Chełmnie i aktywnym myśliwym.
Po wybuchu II wojny światowej jako ochotnik zgłosił się do służby w Wojsku Polskim, nie został jednak przyjęty. Następnie został usunięty z funkcji sekretarza gminy, jednak dzięki znajomości języka niemieckiego udało mu się zachować stanowisko niższego urzędnika w urzędzie gminy. Jego rodzina została jednak zmuszona do opuszczenia Chełmna i zamieszkania w miejscowości Gaj.
Nie zachowały się bezpośrednie dokumenty potwierdzające przynależność Stanisława Kaszyńskiego do struktur Polskiego Państwa Podziemnego działających na obszarze Wielkopolski Wschodniej. Taką działalność potwierdzają jednak relacje i dowody pośrednie jak między innymi wspomnienia szefa okręgowej komórki wywiadowczej ZWZ-AK Zygmunta Walter-Janke do którego docierały meldunki Kaszyńskiego oraz datowany na 6 lutego 1942 załącznik pt. Sprawy żydowskie do części gospodarczej raportu z Okręgu Łódzkiego ZWZ–AK kryptonim „Kreton” przekazany do Biura Informacji i Propagandy KG AK w Warszawie. Załącznik ten stanowił meldunek dotyczący szczegółów eksterminacji Żydów, Romów i Sinti na terenie SS-Sonderkommando Kulmhof, a źródłem informacji miał być jak podaje meldunek – pracownik gminy, człowiek zaprzysiężony.
W okresie okupacji Stanisław Kaszyński zainteresował się tworzonym w Chełmnie przez SS-Hauptsturmführera Herberta Lange obozem zagłady Kulmhof i zaczął zbierać informację na jego temat. Podsłuchiwał w urzędzie gminy rozmowy telefoniczne dotyczące mordowania Romów oraz planowanych transportów z getta łódzkiego. W grudniu 1941 roku lub styczniu 1942 roku podjął próby zawiadomienia o ludobójstwie w Chełmnie szwajcarskich przedstawicielstw dyplomatycznych (według wspomnień Jana Oliskiewicza miał to być m.in. Konsulat Szwajcarii w Łodzi) oraz Międzynarodowego Czerwonego Krzyża.
Pod koniec stycznia 1942 roku w nieznanych okolicznościach list Kaszyńskiego został przejęty przez gestapo. 31 stycznia tego roku Kaszyński został aresztowany, gdy stawił się do pracy w urzędzie gminy, a następnie osadzony w pałacu na terenie obozu. Według niektórych przekazów osobiście aresztować go miał komendant obozu Herbert Lange. Według relacji mieszkańców wsi 2 lub 3 lutego 1942 roku Kaszyński miał zostać wyprowadzony z terenu obozu przez dwóch SS-manów, którzy prowadzili go drogą w stronę urzędu gminy. W okolicy kościoła Narodzenia NMP podjął próbę ucieczki, został jednak zastrzelony. Ciało Kaszyńskiego zostało następnie przeniesione do piwnicy pałacu w Chełmnie, według własnych wspomnień zmuszony do zrobienia tego został jeden z mieszkańców wsi. Najprawdopodobniej Kaszyński został pochowany w jednym z masowych grobów na terenie lasu rzuchowskiego. Kilka dni po jego śmierci pod dom rodziny podrzucono jego płaszcz, szal i czapkę.
Istnieje kilka wersji dotyczących tego, w jakich okolicznościach list został przejęty przez gestapo. Według najbardziej rozpowszechnionej wersji Kaszyński został zadenuncjowany przez miejscowego ogrodnika i swego bliskiego przyjaciela Józefa Grabowskiego, według innej wersji Józef Grabowski przekazał list jednemu ze swoich pracowników, aby przesłał go drogą pocztową do Łodzi, ten z kolei miał przekazać go swojej partnerce, która następnie przekazała go gestapo. O zdradzie dowiedzieć się mieli wójt gminy Chełmno Schultz oraz sołtys Jakob Semmler, którzy poinformowali o tym Kaszyńskiego, ten jednak im nie uwierzył. Według niektórych relacji Kaszyński planował także ucieczkę z Chełmna, miał jednak czekać do początków lutego, by zdążyć odebrać pensję lub liczył na to, że dzięki jego dobrym stosunkom z Niemcami sprawę uda się wyciszyć. Według Patricka Montague, w sprawę listów Kaszyńskiego zamieszany był Jan Oliskiewicz, który w swych relacjach miał jednak umniejszać swoją rolę. Oliskiewicz miał zostać poproszony przez Kaszyńskiego o pomoc w tłumaczeniu listów na język niemiecki, został także na krótko aresztowany po uwiezieniu Kaszyńskiego. Józef Grabowski po zakończeniu wojny został aresztowany pod zarzutem kolaboracji z Niemcami.
W ramach dalszych represji, w lutym 1942 aresztowano jego ciężarną żonę. Przez pewien czas uwięziona była na terenie Chełmna, następnie przetrzymywano ją (do czerwca 1942 roku) w aresztach przy ul. Gdańskiej i Sterlinga w Łodzi, gdzie najprawdopodobniej została zamordowana.

## Odznaczenia
- Brązowy Krzyż Zasługi (1938)[6]
- Odznaka honorowa „Za ofiarną pracę”[6]

## Upamiętnienie
W 1991 roku wzniesiono poświęcony Stanisławowi Kaszyńskiemu obelisk na terenie lasu rzuchowskiego koło Chełmna, zaś w 2007 nazwiska Stanisława Kaszyńskiego i jego żony Karoliny znalazły się na Pomniku Polskiego Państwa Podziemnego i Armii Krajowej w Parku im. Henryka Wieniawskiego w Poznaniu.
Pod koniec lat 90. XX wieku kilkakrotnie proponowano Stanisława Kaszyńskiego na patrona Szkoły Podstawowej w Chełmnie, jednak, w 1999 roku patronem wybrany został Adam Mickiewicz. Imię Stanisława Kaszyńskiego nadano szkole w 2025 roku.